# Пуэрто-Коломбия
Пуэрто-Коломбия (исп. Puerto Colombia) — город и муниципалитет на севере Колумбии, на территории департамента Атлантико.

## История
Поселение, из которого позднее вырос город, было основано 31 декабря 1888 года. Муниципалитет Пуэрто-Коломбия был выделен в отдельную административную единицу в 1905 году.

## Географическое положение

Муниципалитет Пуэрто-Коломбия

Город расположен в северной части департамента, в пределах Прикарибской низменности, на расстоянии приблизительно 11 километров к западу от города Барранкилья, административного центра департамента. Абсолютная высота — 10 метров над уровнем моря.
Муниципалитет Пуэрто-Коломбия граничит на востоке и юго-востоке с территорией муниципалитета Барранкилья, на юго-западе — с муниципалитетом Тубара, на севере и западе омывается водами Карибского моря. Площадь муниципалитета составляет 93 км².

## Население
По данным Национального административного департамента статистики Колумбии, совокупная численность населения города и муниципалитета в 2015 году составляла 27 107 человек.
Динамика численности населения муниципалитета по годам:
| 2005   | 2006   | 2007   | 2008   | 2009   | 2010   | 2011   | 2012   | 2013   | 2014   | 2015   |
| ------ | ------ | ------ | ------ | ------ | ------ | ------ | ------ | ------ | ------ | ------ |
| 27 837 | 27 803 | 27 755 | 27 693 | 27 631 | 27 557 | 27 475 | 27 401 | 27 309 | 27 222 | 27 107 |

Согласно данным переписи 2005 года мужчины составляли 50,2 % от населения Пуэрто-Коломбии, женщины — соответственно 49,8 %. В расовом отношении белые и метисы составляли 96 % от населения города; индейцы — 3,5 %; негры, мулаты и райсальцы — 0,5 %.
Уровень грамотности среди всего населения составлял 94 %.

## Экономика
53 % от общего числа городских и муниципальных предприятий составляют предприятия сферы обслуживания, 39,7 % — предприятия торговой сферы, 6,4 % — промышленные предприятия, 0,9 % — предприятия иных отраслей экономики.